# Жуліана Велозу
Жуліана Велозу (порт. Juliana Veloso, 22 грудня 1980) — бразильська стрибунка у воду.
Учасниця Олімпійських Ігор 2000, 2004, 2008, 2012, 2016 років.
Призерка Панамериканських ігор 2003, 2007 років.
Призерка літньої Універсіади 2005 року.